# Ludwig Mory Zinngießerei

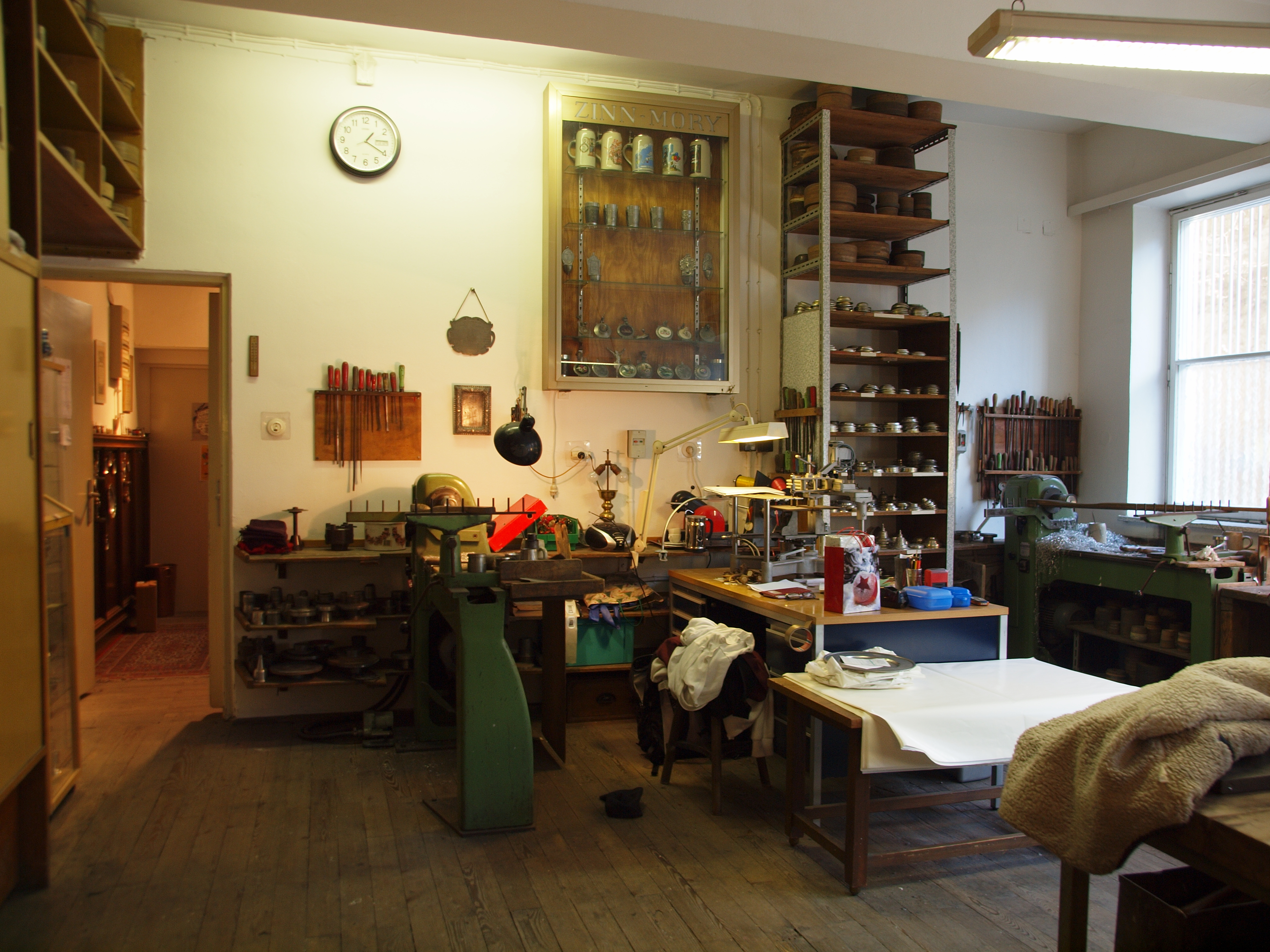
Innenansicht Drehbänke

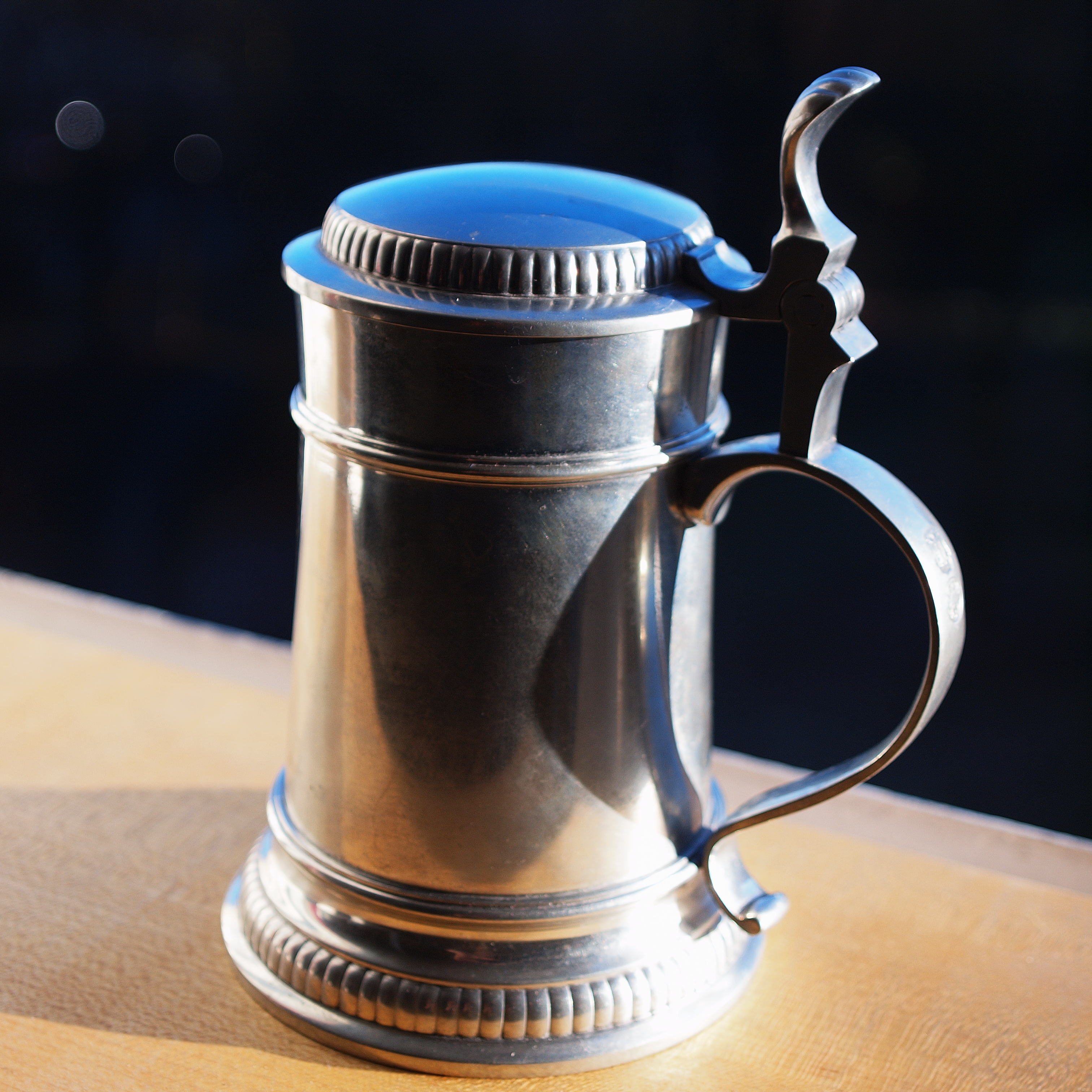
Mory-Zinn, Altdeutscher Krug

Die Ludwig Mory Zinngießerei ist eine seit 1827 in München bestehende Zinngießerei für Edelzinn, deren Gründer Bartholomäus Pruckner Hofzinngießer der Bayerischen Krone war. Ehemals bestand das Ladengeschäft am Promenadeplatz, 1920–2001 am Münchner Marienplatz im Neuen Rathaus.

## Geschichte

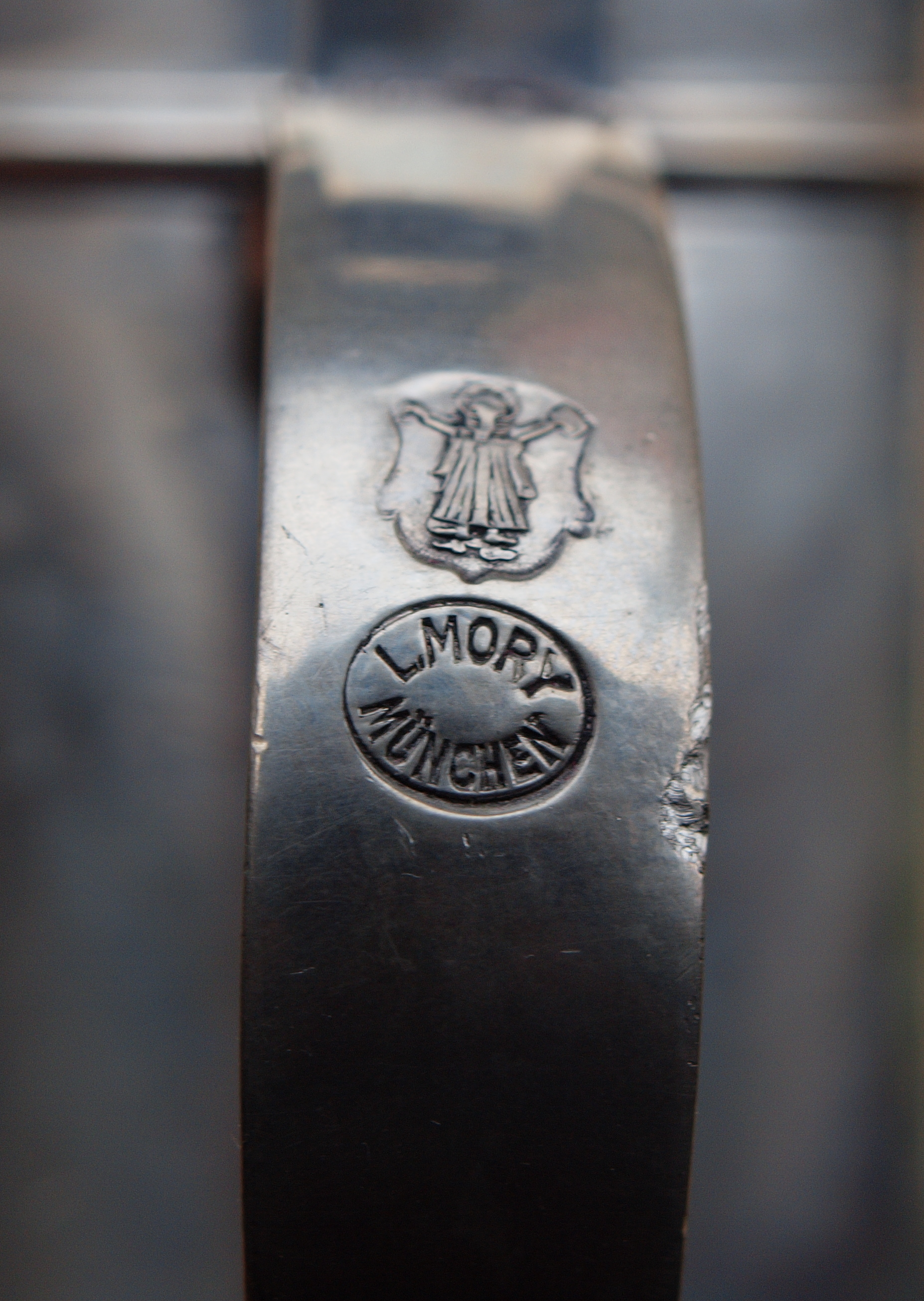
Stadtzeichen (Münchner Kindl) und Meisterzeichen des Ludwig Mory

Die Gründung der Ludwig Mory Zinngießerei geht auf Bartholomäus Pruckner zurück, der am 18. November 1827 die Konzession zur Ausübung der Zinngießerei in München erhielt. 1833 eröffnete Bartholomäus Pruckner seinen Betrieb am Promenadeplatz 3 in München. Erlernt hatte Bartholomäus Pruckner das Zinngießer-Handwerk bei Johan Sick in Landshut, der einer Tiroler Familie aus Telfs entstammte. Seit dem 10. Dezember 1836 Zinngießermeister stellte er 1854 als Hofzinngießer auf der allgemeinen deutschen Industrieausstellung in München und 1858 auf der Lokal-Industrie-Ausstellung zur Feier des 700-jährigen Bestehens der königlichen Haupt- und Residenzstadt München „ein vergoldetes königliches Wappen von Zinn (Composition), große byzantinische broncierte Altarleuchter, kleinere anderer Form, gothische broncierte Altarleuchter, Pokale von Zinn mit diversen Figuren, ein Steinmasskrug mit verziertem Deckel und Gnomen-Figur, ein Glaskrug mit grünen Glastupfen und ähnlichem Deckel, ein Muster eines griechischen Kapitäls, Musterkarten mit Zinn-Ornamenten“ aus. Er starb als Hofzinngießer am 20. Juli 1859.
Sein Sohn Georg Pruckner übernahm als Zinngießer-Meister in Nachfolge seines Vaters den Betrieb, verstarb aber schon 1862. Maximilian Pruckner führte die Zinngießerei ab 1865 weiter. Von diesem übernahmen Robert Ludwig Mory mit Sebastian Gruber 1889 den Betrieb. Robert Ludwig Mory war Mitgründer des Deutschen Werkbundes. Neben einer Ausstellung von 26 Zinngeräten auf der Esplanade des Invalides auf der Pariser Weltausstellung 1900, stellte Ludwig Mory 1914 im Bayerischen Saal der Deutschen Werkbundausstellung in Köln aus. Das Schaufenster am Promenadplatz galt unter Münchnern als Attraktion des Sonntagsspaziergangs: Im Schaufenster wurden tausende eigene Zinnsoldaten arrangiert, um historische Schlachten Woche für Woche neu nachzustellen.
Fritz Mory übersiedelte das Ladengeschäft vom Promenadplatz 1920 in das Neue Rathaus am Marienplatz und nannte dieses nun "Ludwig Mory - Zinngießerei, Glas-, Steingutwaren- und Antiquitätenhandlung". Von 1956 bis 1982 wurde der Betrieb durch Ludwig Paul Mory geleitet, der über die Veröffentlichung eines "Zinn-Lexikons" auch international Anerkennung erwarb. Seit 1982 leitet Christine "Christl" Mory, als Münchner Wiesn-Kindl 1972–1978 bekannt, den Handwerksbetrieb.
Das Ladengeschäft am Marienplatz wurde 2001 aufgegeben, die Gießerei besteht seit ihrer Übersiedlung 1956 in der Amalienstraße.

## Kennzeichen

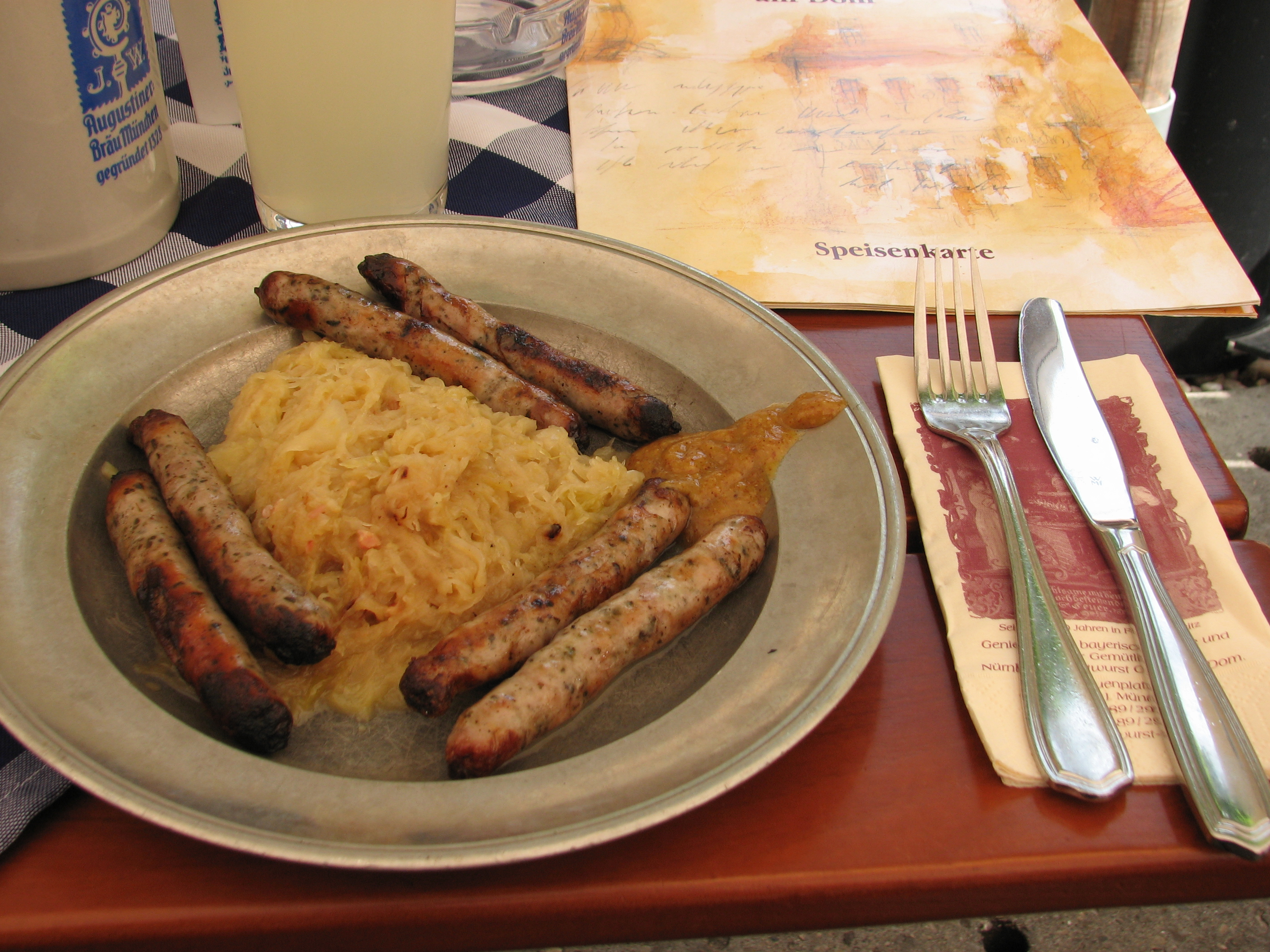
Im Bratwurst Glöckl am Dom in München werden Bratwürste traditionell in Mory-Brotzeittellern serviert

Mory-Zinn ist ein Edel-Zinn und ist insbesondere in Münchner Gasthäusern (u. a. Münchner Hofbräuhaus und Bratwurst Glöckl am Dom) verbreitet. Der besondere historische Wert von Mory-Zinngeschirr besteht aus dem Bestand von Guss-Kokillen und Gussformen des 19. und frühen 20. Jahrhunderts, die noch in der Produktion verwendet werden. 
Mory-Zinn wird aus Feinzinn-Legierungen mit mindestens 97,5 % Sn hergestellt, einer Legierung, die über der Anforderung der DIN-Norm 17810 für Zinn-Geschirr liegt. Übliche Reinheiten bei Zinngeschirr sind in der Regel Zinnanteile von 90–95 %, ältere Sachen erreichen manchmal 80–90 %. Ein Zinn-Stempel „Reinzinn“ darf nach DIN 17810 bereits für Legierungen mit 95 % Zinnanteil vergeben werden.

## Produkte
Neben der Herstellung von Zinn-Geschirr ist die Bedeckelung von Steinzeug die wichtigste Unternehmensbranche. Mory bedeckelt Steinzeug der Provenienzen Marzi & Remy, Merkelbach & Wick, Porzellanmanufaktur Nymphenburg, Manufaktur Keramische Werkstätten München-Herrsching sowie Villeroy & Boch - Mettlach.

## Auszeichnungen
Auszeichnungen waren die "Belobende Erwähnung wegen besonderer Reinheit und Sorgfalt" der ausgestellten Arbeiten auf der allgemeinen deutschen Industrie-Ausstellung zu München im Jahre 1854 sowie die Auszeichnung des Zinngießer-Lehrlings Georg Pruckner als Preis-Träger der Königlichen Landwirtschafts- und Gewerbeschule zu Landshut. Auf der Bayerischen Landes-Industrie-, Gewerbe- und Kunstausstellung 1896 in Nürnberg wurde der Firma Ludwig Mory, B. Pruckner's Nachfolger eine Silberne Medaille "für schöne Ausführung von Zinngeräten" zugeteilt. 1995 wurde der Zinngießer-Lehrling der Ludwig Mory GmbH, Pavle Cikovac (betreut durch den Zinngießer-Meister Walter Hecker), von der Handwerkskammer für München und Oberbayern als Kammersieger im Praktischen Leistungswettbewerb der Bayerischen Handwerksjugend ausgezeichnet.